# Violtulpan
Violtulpan (Tulipa humilis) är en art i familjen liljeväxter. Den förekommer från sydöstra Turkiet till norra och västra Iran, norra Irak och Azerbajdzjan.

## Synonymer
- Tulipa alpina J.Gay ex Baker
- Tulipa aucheriana Baker
- Tulipa humilis subsp. matinae Zojajifar & Sheidai
- Tulipa humilis var. violacea hort.
- Tulipa pulchella (Regel) Boissier ex Baker
- Tulipa pulchella var albocoerulea-occulata Tubergen
- Tulipa pulchella var. violacea hort.
- Tulipa violacea Boissier & Buhse
- Tulipa violacea var. pallida Haussknecht